# Claudio Morel Rodríguez
Claudio Marcelo Morel Rodríguez (Asunción, 2 de febrer de 1978) és un futbolista paraguaià. És fill del també exfutbolista paraguaià Eugenio Morel.
Començà a destacar com a futbolista a l'Argentina als clubs San Lorenzo. Més tard jugà a Boca Juniors. Amb la selecció participà en el Mundial de 2010.